# Всіхсвятське
Всіхсвя́тське (рос. Всехсвятское) — село у складі Білохолуницького району Кіровської області, Росія. Адміністративний центр Всіхсвятського сільського поселення.
Населення поселення становить 373 особи (2010, 417 у 2002).
Національний склад станом на 2002 рік — росіяни 97 %.